# José Egídio de Sousa Aranha
José Egídio de Souza Aranha (pela grafia de origem, José Egydio de Souza Aranha) (Campinas, 19 de março de 1821 – Campinas, 24 de fevereiro de 1885), tenente coronel, fazendeiro, cafeicultor, proprietário de terras em Campinas, político, capitalista, tendo sido diretor da Companhia Mogiana de Estradas de Ferro, eleito em 1873. Grande benfeitor e um dos fundadores da Santa Casa de Misericórdia de Campinas. Declinou do título de terceiro barão de Campinas, que lhe foi oferecido por D. Pedro II. Era descendente de Dom Afonso Henriques, primeiro rei de Portugal, (1109-1185). 
Foram seus pais,  Francisco Egídio de Sousa Aranha (Santos, 1778),  que se casou com sua prima-irmã, Maria Luzia de Sousa Aranha (Ponta Grossa, Paraná, 1797 – Campinas, 6 de agostode 1879), viscondessa de Campinas, proprietários do Engenho Fazenda Mato Dentro, recebido por herança de Joaquim Aranha Barreto de Camargo. Foi seu irmão-gêmeo, Joaquim Egídio de Sousa Aranha, Marquês de Três Rios (proprietário rural e político, eleito por diversas vezes deputado provincial por São Paulo, tendo ocupado a presidência da província de São Paulo por três períodos).

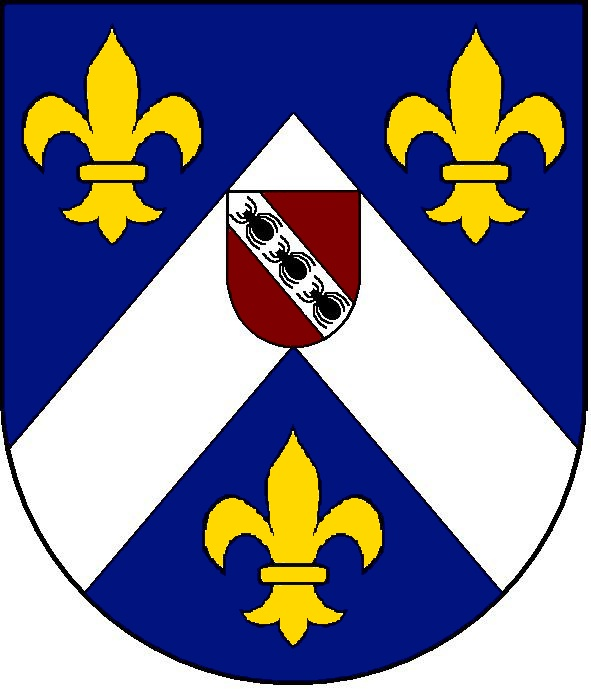
Armas, as mesmas da Família Aranha

Casou-se em primeiras núpcias com Maria Luísa Pereira de Queirós natural de Jundiaí, São Paulo, falecida no ano de 1863, filha de José Pereira de Queirós e Escolástica Saturnina de Moraes Jordão (sua sobrinha), tendo sido suas filhas: 
- Luísa Eufrosina de Queirós Aranha,[6] que se casou com Antônio Carlos Pereira de Queirós.[7]
- Rosalina de Queirós Aranha.[8]
- Laura de Queirós Aranha e Souza,[9] que se casou com Elias Augusto do Amaral Souza, antigo comerciante em São Paulo, filho do capitão Bento José de Souza e de Teolinda do Amaral, sendo seus filhos:

Edgard Egídio de Souza (Edgard de Souza) (que se casou com sua prima Irma de Aguiar Souza),
Durval Egídio de Souza (que se casou com Elise Rolland),
Maria Laura de Souza Ricardo (casada com Gaspar Ricardo Júnior, diretor da Estrada de Ferro Sorocabana),
Odilon Egídio de Souza.
- Escolástica de Sousa Aranha,[13] que se casou com Carlos Norberto de Sousa Aranha,[14] bacharel em direito, político, cafeicultor, tendo recebido o título de cavaleiro fidalgo da casa imperial, outorgado pelo Imperador D.Pedro II, e filho do então comendador Manuel Carlos Aranha (mais tarde Barão de Anhumas) e de sua primeira mulher, Ana Teresa de Souza Aranha.
- Josefina de Queirós Aranha,[15] que se casou com seu primo José Egídio de Sousa Aranha,[16] filho de Pedro Egídio de Sousa Aranha.[17]

Casou-se em segundas núpcias em 1865, com sua cunhada Antonia Flora Pereira de Queirós, nascida em Jundiaí, em 2 de dezembro de 1831, e falecida em São Paulo, em 1926, tendo sido sua filha: 
- Maria Egídio de Souza Aranha[19] (Campinas, 7 de outubro de 1866, - São Paulo, 17 de março de 1938) que se casou com seu primo-irmão José de Queirós Aranha[20] (Campinas, 13 de dezembro de 1866 - São Paulo, 17 de setembro de 1943), jurista, cafeicultor, tendo recebido o título de cavaleiro fidalgo da casa imperial, outorgado pelo Imperador D.Pedro II, filho do comendador Manuel Carlos Aranha, Barão de Anhumas e de sua segunda mulher, Blandina Augusta de Queirós Aranha,[21] baronesa consorte de Anhumas.

Suas duas esposas eram irmãs de Blandina Augusta Pereira de Queirós (Jundiaí, 5 de abril de 1836 - São Paulo, 1928), que por seu casamento com Manuel Carlos Aranha, barão de Anhumas (Ponta Grossa, 1814 — São Paulo, 1894), passou a assinar Blandina Augusta de Queirós Aranha, e se tornou a baronesa consorte de Anhumas.
Falecido aos 63 anos, encontra-se sepultado juntamente com Antonia Flora de Queirós Aranha, em mausoléu do Cemitério da Consolação, em São Paulo.